# 克洛德·贝尔纳
克洛德·贝尔纳（法語：Claude Bernard，發音：[klod bɛʁnaʁ]；1813年7月12日—1878年2月10日），法国生理学家。他是定义“内环境”的第一人。哈佛大学科学史家I·伯纳德·科恩称他是“最伟大的科学家之一”。他是首倡用双盲实验确保科学观察的客观性的人之一。
克洛德·贝尔纳生于圣儒利昂。毕业于巴黎医科学校。1843年获医学博士学位，1855年始任法兰西学院教授。为法国科学院院士，伦敦皇家学会会员。他通过对喂以无糖食物动物的观察，于1855年发现肝脏的产糖功能。1857年又从肝脏中分离出糖形成的物质，称之为原糖。还观察到刺伤第四脑室底部能使动物发生暂时性糖尿症，表明体内糖的产生是受中枢神经系统控制的。他还发现胰腺分解中性脂肪的功能。提出内环境（主要指血液和淋巴液）保持恒定状态的理论，这一理论启发了后来生理学的许多研究。